# Southwest Museum (métro de Los Angeles)
Southwest Museum est une station du métro de Los Angeles desservie par les rames de la ligne A et située à Mount Washington, quartier de Los Angeles, en Californie.

## Localisation
Station du métro de Los Angeles en surface, Southwest Museum se situe sur la ligne A près de l'intersection de Marmion Way et de Museum Drive dans le quartier Mount Washington au nord-est du centre-ville de Los Angeles.

## Histoire
Southwest Museum a été mise en service le 26 juillet 2003, lors de l'ouverture de la ligne.

## Service

### Accueil

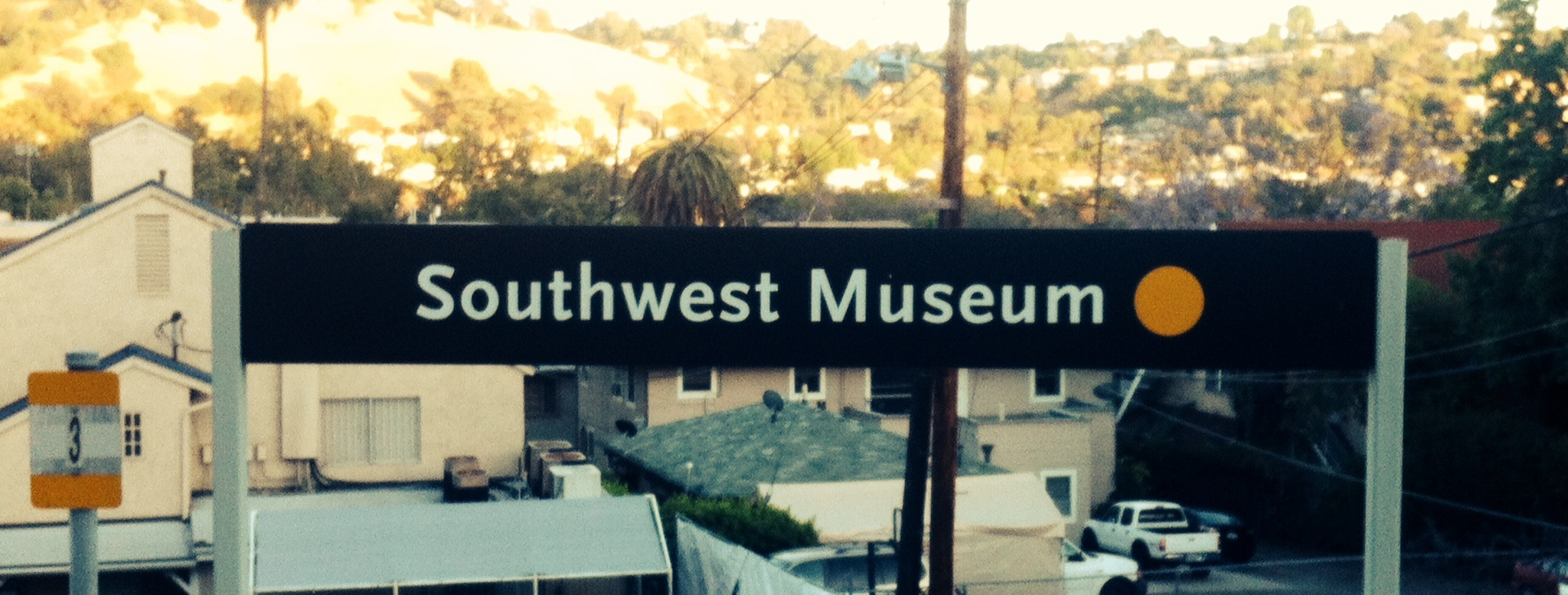
Signalétique.

### Desserte
Située dans le quartier de  Mount Washington, elle est à proximité du Southwest Museum of the American Indian (en).

### Intermodalité
La station est desservie par les lignes d'autobus 81 et 83 de Metro.

## Architecture et œuvres d'art
La station Southwest Museum héberge une œuvre dénommée Highland Park Gateway, des artistes Paul Polubinskas et Teddy Sandoval ; elle a été installée à l'ouverture de la station.